# Filip Sattler

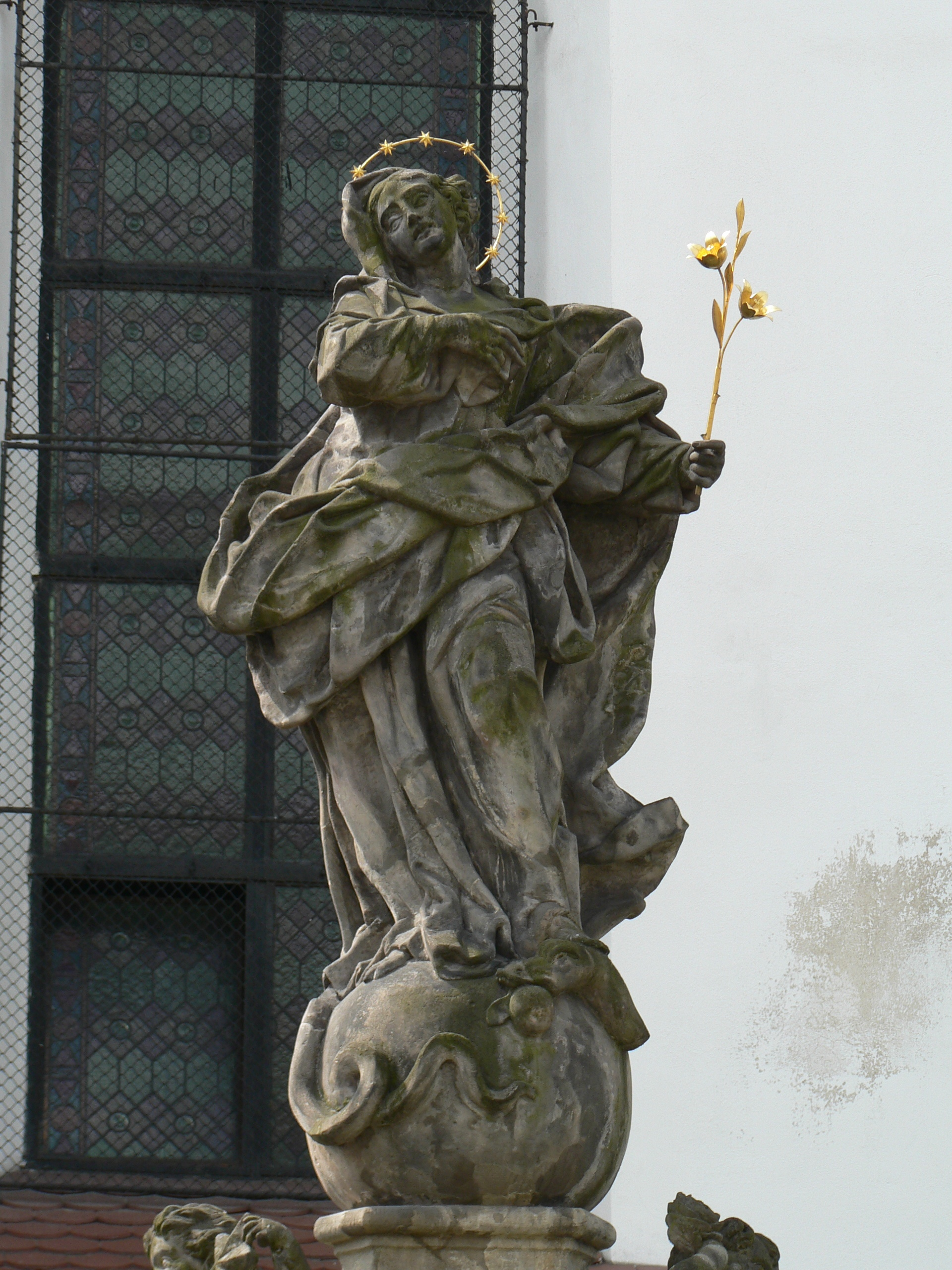
Socha Immaculaty před kostelem Nanebevzetí Panny Marie v Bruntále

Filip (Philipp) Sattler, nebo Sadler (20. dubna 1695 Wenns – 22. května 1738 Olomouc) byl pozdně barokní sochař, který byl činný především na Olomoucku v 18. století. Narodil se jako sedmé a poslední dítě v rodině sochaře Klemense Sattlera a Marie Koll von Ried ve městě Wennsu v Tyrolsku. O osudech jeho pěti sester a jednoho bratra není nic známo.

## Život
Jeho otec byl ve Wensu známý sochař. Jeho sochařský rukopis měl spíše pololidový charakter, v němž ještě nejsou evidentní žádné prvky baroka. Neměl však možnost zasvětit syna Filipa do tohoto řemesla, neboť zemřel v době, kdy bylo synovi pouhých šest let. Po smrti otce se o rodině moc neví. Pravděpodobně se přestěhovali k sochaři Andreasi Kollemu, jenž byl příbuzný matky a také nejvyhledávanější sochař Tyrolska v první pol. 18. století. Právě on dal nejspíš Filipovi první sochařské školení, není to však podloženo prameny. Mezi lety 1701 až 1721 o Filipovi neexistují žádné písemné podklady. Pravděpodobně ale vykonal tovaryšský vandr, který zdokonalil jeho sochařský projev. Na svém vandru nejspíš navštívil Itálii, protože vlivy italského barokního sochařství Berniniova okruhu jsou v jeho dílech velmi znatelné. Objevují se již v jeho prvotních pracích v Olomouci.
První písemná zmínka po této dlouhé odmlce pochází ze 17. února 1721, kdy se oženil s Annou Marii Beckovou, dcerou znojemského radního Ferdinanda Becka. Oddáni byli v kostele sv. Mořice v Olomouci. Měsíc po svatbě dne 24. března 1721 se Filip Sattler stává mistrem. O dva roky později 1723 získává městské právo a den na to kupuje dům čp. 509 U zlaté růže v někdejší Bernardínské, dnes Slovanské ulici, za cenu 800 zlatých. Z jeho manželství se narodilo pět dětí, z nichž se pouze dvě dožili dospělosti. Dcera Marie Veronika se provdala za malíře Jana Kryštofa Handkeho, který byl přítelem a spolupracovníkem jejího otce. Filipův syn Josef Ignác se roku 1739 začal u Handkeho učit malířskému řemeslu. S Janem Kryštofem Handkem Filip Sattler spolupracoval při mnoha realizacích. Pracovali spolu na výzdobě auly jezuitské univerzity, kaple Božího Těla pro olomoucké jezuity a také na výzdobě zahradního altánku, oltář v kostele Nejsvětější Trojice pro šternberské augustiniány. Ze společenského života Sattlera víme, že byl členem náboženského bratrstva, do nějž vstoupil roku 1726 a také olomouckého Střeleckého spolku, kde byl členem a zároveň jednatelem od roku 1735. Členové tohoto spolku byly v tehdejší Olomouci velice významní. Sochař Fillip Sattler zemřel 20. května 1738 na plicní chorobu, pravděpodobně silikózu plic. Za zvuku všech zvonů byl pohřben na hřbitově u kostela sv. Mořice v Olomouci dne 22. května 1738. To, že se zvonilo na všechny zvony, svědčí o Sattlerově vážnosti a slávě, jak během života tak i po něm.

## Dílo

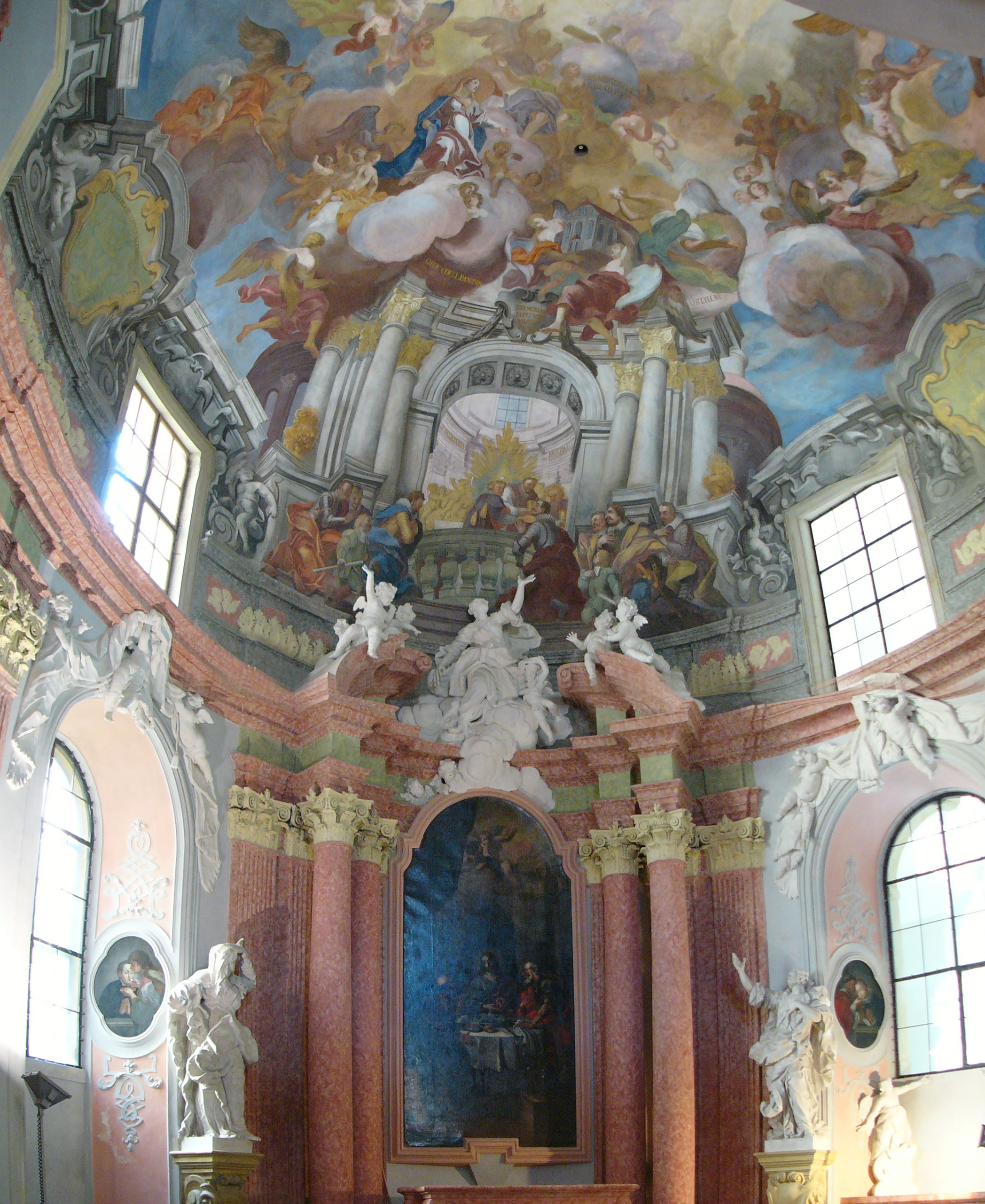
Kaple Božího Těla v Olomouci

Dílna Filipa Sattlera existovala relativně krátkou dobu (poč. 20. let až do jeho smrti v roce 1738), přesto byla její produkce poměrně bohatá a pole působnosti široké. Svá díla rozesel po celé Moravě, jednalo se o zakázky jak kamenosochařské, tak řezbářské a významnou část zaujímaly také práce štukatérské, které jsou dnes bohužel spoře dochované. Modelace většiny Sattlerových figur vychází z reliéfního principu jednopohledovosti, bez nároků na plně plastickou, prostorovou modelaci soch. Charakteristické znaky jeho figur: těžká, hmotná, ale měkce modelovaná drapérie, fyziognomie hladkých, plných obličejů s výraznýma očima a nosem, mírně pootevřenými rty, či dekorativně ztvárněné prameny vlasů a vousů.

### Prvotní tvorba
Jeho první díla v Olomouci jsou ještě slohově nepřesná.
- Figury andělů na oltáři svaté Pavlíny v kostele svatého Mořice – rok 1719. Toto dílo je uváděné jako jeho první doložená práce. Vytvářel ji dle kresebných návrhů Václava Rendera.
- Sochařská výzdoba supraporty vstupního portálu někdejšího kapitulního domu č. 514 v České ulici – 20. léta 18. stol. Původně byla umístěna na bývalém objektu kapituly v dnešní ulici 8. května v Olomouci. Dnes se nachází ve sbírkách olomouckého Vlastivědného muzea. Stavbu poškodil v roce 1709 požár proto byl postaven nový dům s barokním vstupním portálem se supraportou.
- Výzdoba jezuitského chrámu Panny Marie Sněžné – kolem roku 1720. Tady spolupracoval s Rendrem, Thomasbergerem a Sturmerem. Byla to pro něj velká zkušenost, neboť jej obeznámila jak s poměry v cechu, tak především s uměleckým vkusem olomouckých objednavatelů.

### Druhá polovina 20. let 18. století
- Kamenné sochy sv. Kateřiny a sv. Václava – Velký Týnec, kostel Nanebevzetí Panny Marie
- Kamenné sochy sv. Barbory a sv. Matouše – Vsisko, Kaple svatého Matouše
- Socha Immaculaty – nachází se před farním kostelem Nanebevzetí Panny Marie v Bruntále

Pro výše uvedené sochy je společným znakem mohutnost tělesného objemu, šroubovitý postoj figur, těžké drapérie a z celkové mohutnosti vyplývá jistá neohrabanost postav.

### Konec 20. let a počátek 30. let
Toto období je ve znamení významných zakázek. V tomto období na něj má vliv italský štukatér působící na Moravě Baldasar Fontana, který pracoval pro biskupa Karla Lichtenštejna. Pracuje s iluzivními účinky světla, což se na Moravě stalo novým principem tvorby. Sattler patřil k hlavním příznivcům jeho stylu tvorby.
- Socha Merkura – rok 1727. Socha stojí ve vrcholu Merkurovy kašny v Olomouci.

- Výzdoba kaple Božího Těla – rok 1728. Kaple se nachází v jezuitském univerzitním komplexu mezi novostavbou budovy školy a konviktem. Sochařská výzdoba kaple je provedena částečně ve štuku a částečně v pískovci. Je soustředěna na hlavní oltář, dva boční oltáře a výzdobu okenních výklenků. Po stranách hlavního oltáře stojí nadživotní sochy dvou křesťanských ctností- Lásky a Naděje. Ve vrcholu oltářního nástavce je umístěna sedící alegorická postava Víry, obklopena putty. Na výzdobě Sattler využívá poznatku od Fontany. Je to především v plastickém pojetí figur a zapojuje zde také působení světla. Sattlerův projev je však hmotnější a vyniká velkou lyričností a vroucností výrazu. Toto dílo je považováno za vrchol jeho tvorby.

- Výzdoba Varhanní skříně – rok 1729. Umístěná je v kostele sv. Mořice v Olomouci. Monumentální stavba dřevěné skříně je vedena po celé stěně hudebního kůru. Vybudovaná je na zprohýbaném půdorysu. Pro sochařskou výzdobu varhan oslovil probošt F. Ř. Giannini sochaře Sattlera. Jedná se o dvě figury vzrostlých andělů stojících na koutových nástavcích architektury varhan. Sattler však výzdobu nedokončil neboť zemřel. Dokončení sochařské výzdoby a řezbářských detailů se ujal jeho tovaryš Jan Antonín Richter.

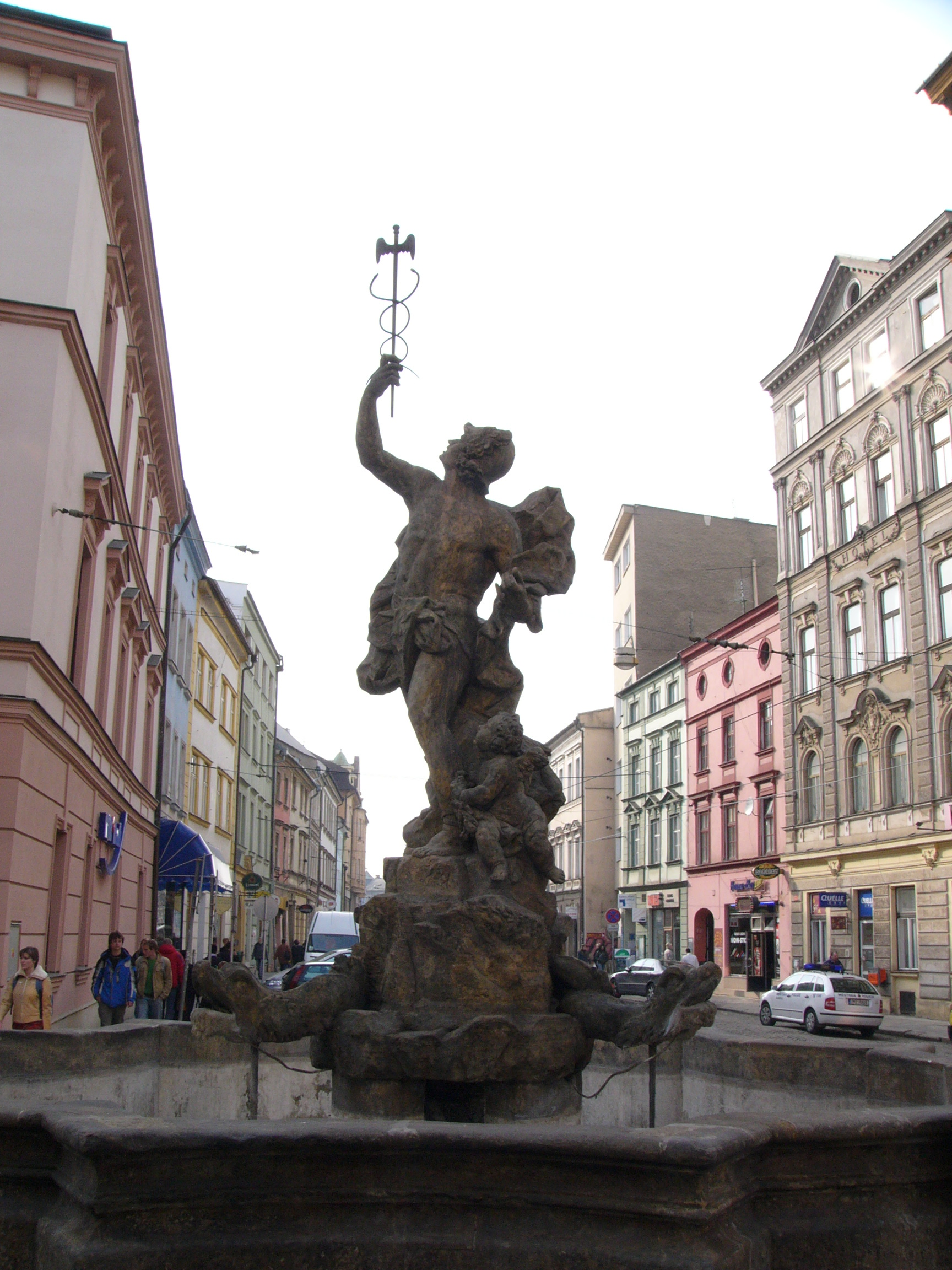
Merkurova kašna

### 30. léta 18. století
V tomto období pracoval také ve vzdálenějších lokalitách na Moravě.
- Socha Krista a čtyř evangelistů – Kostel Neposkvrněného početí Panny Marie v Uherském Brodě
- Reliéfní medailony v prvním patře sloupu Nejsvětější Trojice – v roce 173]. Olomouc
- Socha Panny Marie Bolestné – rok 1732. Sochu najdeme v Hranicích. Figura je zachycena v kontrapostním postoji, tělo je mírně esovitě natočené, hlava se zaklání a směřuje vzhůru. V Mariině výrazu je patrný žal nad ztrátou syna.
- Socha sv. Floriana – rok 1733r. Umístěna na sousoší tohoto světce na návsi v Dubu nad Moravou
- Socha Jupitera – 1734–1735. Umístěna na Jupiterově kašně v Olomouci.
- Socha Immaculaty – 1738. Tato socha byla součástí rozsáhlého souboru sedmnácti soch kapucínskýh světců, které zdobily průčelí Kapucínské Lorety ve Fulneku. Po zrušení Lorety v důsledku josefínských náboženských reforem měly tyto sochy různý osud. Dodnes se zachovaly jen dvě – socha Immaculaty a socha sv. Felixe z Cantelice, která byla přenesena na mariánský sloup do Oder.
- Socha sv. Felixe z Cantelice – dnes stojí u kapličky ve Větřkovicích.

## Seznam děl
K významným dílům Filipa Sattlera patří (řazeno chronologicky):
- Olomouc, kostel sv. Michala – sochy na oltáři, dnes zčásti v Arcidiecézním muzeu (viz např. Archanděl Michael, c. 1730)
- Olomouc, kostel sv. Mořice – sochy na oltáři sv. Pavlíny, tovaryšská práce; výzdoba varhan (1730)
- Olomouc, kaple Božího Těla – figurální výzdoba, Sattlerovo vrcholné dílo
- Olomouc, Merkurova kašna – figurální výzdoba
- Olomouc, Jupiterova kašna – socha Jupitera (1734–1735)
- Olomouc, Sloup Nejsvětější Trojice – šest reliéfů s polopostavami apoštolů na kamenném plášti prvního patra[3]
- Šternberk, kostel sv. Trojice – oltář (1734)
- Šternberk, farní kostel – oltář Panny Marie Pomocné v boční kapli
- Šternberk, zaniklý farní zahradní altán (1736)

Další díla:
- Bruntál, sousoší Panny Marie Immaculaty z 30. let 18. století u farního kostela[pozn. 1]